# Kozłowa Ruda
Kozłowa Ruda (lit. Kazlų Rūda) – litewskie miasto, w okręgu mariampolskim, 27 km na północ od Mariampolu. 7,3 tys. mieszkańców (2005). Siedziba gminy i starostwa.
W mieście jest stacja kolejowa Kozłowa Ruda. Kolej, przejeżdżająca ze wschodu na zachód, dzieli je na dwie prawie równe części. W północnej części znajduje się wiele budynków użyteczności publicznej, Kościół pw. Serca Jezusowego, poczta, szpital, zaś w południowej: Muzeum Lasu i park. Rudę nieomal w połowie otaczają lasy.

## Historia
Pierwsze wzmianki o osadzie pochodzą z roku 1744. W 1950 r. otrzymała prawa miejskie, w latach 1950–1962 było siedzibą rejonu, a od 1999 r. jest siedzibą gminy.

## Znane postaci
- Aldonas Pupkis – litewski filolog, normatywista
- Mantas Varaška – litewski prawnik, wykładowca akademicki, polityk

## Miasta partnerskie
- Frombork  Polska
- Sondershausen  Niemcy
- Lwówek  Polska
- Gusiew  Rosja